# Julidochromis regani
Julidochromis regani, er en ciclide som lever i Tanganyikasøen, verdens længste ferskvandssø, der deles af Burundi, Den Demokratiske Republik Congo, Tanzania og Zambia. Her er dens forekomst endemisk, dvs. den lever ikke vildt andre steder steder i verden, men den er ikke listet som truet. Fisken er opkaldt efter den britiske iktyolog Charles Tate Regan. 

## Beskrivelse
Julidochromis regani er en mellemstor fisk (10-15 cm). Dens blege til gyldne krop er slank og torpedoformet med fire slanke sideværts sorte striber, der løber ned langs kroppen. Afhængigt af hvor i søen fisken lever, findes der variationer indenfor arten, hvor den fjerde stribe udelukkende ses på hovedet. På de bagerste finner inklusive halefinnen er de sorte striber lodrette. Yderkanten af de bageste finner er hvid, mens brystfinnerne er gule. Der er ikke umiddelbare kønsforskelle mellem hanner og hunner, men hunnerne tenderer til at være større end hannerne.

## Økologi
Julidochromis regani findes i overgangszonen hvor klippekysten møder sandbunden og er den eneste Julidochromis art, der kan ses over ren sandbund. Den lever bl.a. af små snegle og krebsdyr. Julidochromis regani ses som alle Julidochromis arter altid svømmende tæt ind mod underlaget og følger konturerne på klipper og sten. Unge individer ses ofte alene, mens voksne som regel ses parvis.

## Adfærd
Julidochromis regani har en adfærd, der på mange måder er unik. Det er en social fisk, hvor kønsrollerne er byttet om, forstået således, at hunnerne typisk er større og mere aggressive end hannerne, og der forekommer polyandri (hunnerne har flere hanner) og "alloparenting", hvor andre end ophavet hjælper til med med at tage sig af afkommet (dette kan være hanner i det polyandriske forhold).

## Akvariehold
I akvariet holdes Julidochromis regani parvis for at minimere aggressiv adfærd mod andre artsfæller (specielt mellem hunner). Et voksent par kræver minimum et akvarium på 100 liter, men gerne større. Dekorationen bygges op med store sten og bunden skal bestå af fint sand. Holdes forskellige Julidochromis arter i samme akvarium vil de krydse indbyrdes. Julidochromis regani er en huleleger, der ofte graver en lille grube under en sten, hvor æggene lægges. Hunnen tager sig af æggene og ungerne, mens hannen forsvarer det ydre revir. Kuldstørrelsen er forholdsvis stor og det er ikke unormalt med over 150 unger. Ungerne tolereres omkring hulen længe og jages først bort når de bliver kønsmodne. Temperatur: 24 – 27 °C; pH: 7.5 – 9.3.

## Eksterne kilder
- Barlow, G.W. (2002): The Cichlid Fishes - Nature's grand experiment in evolution. Basic Books.
- Konings, A. (1998): Tanganyikan cichlids in their natural habitat. Cichlid Press.
- Smith, M.P. (1998): Lake Tanganyikan Cichlids - a complete pet owners manual. Barron's Educational.